# Réservoir Decelles
Réservoir Decelles är en sjö i Kanada.   Den ligger i provinsen Québec, i den sydöstra delen av landet, 300 km nordväst om huvudstaden Ottawa. Réservoir Decelles ligger 338 meter över havet. Den ligger vid sjön Lac Namewajak.
Trakten runt Réservoir Decelles är nära nog obefolkad, med mindre än två invånare per kvadratkilometer.